# إيما روبنسون
إيما روبنسون هي مجدفة كندية، ولدت في 26 نوفمبر 1971 في مونتريال في كندا.

## وصلات خارجية
- إيما روبنسون على موقع الاتحاد الدولي للتجديف (الإنجليزية)
- إيما روبنسون على موقع اللجنة الأولمبية الدولية (الإنجليزية)
- إيما روبنسون على موقع أوليمبيديا (الإنجليزية)
- إيما روبنسون على موقع اللجنة الأولمبية الكندية (الإنجليزية)